# Sigurður Jónsson (Fußballspieler)
Sigurður Jónsson (* 27. September 1966 in Akranes) ist ein ehemaliger isländischer Fußballspieler, der nach Abschluss seiner Laufbahn eine Trainerkarriere begann.

## Werdegang
Sigurður debütierte als junges Nachwuchstalent im Alter von 15 Jahren 1982 für ÍA Akranes in der 1. deild. Bereits im folgenden Jahr debütierte er in der isländischen Nationalmannschaft. 1984 wechselte er zu Sheffield Wednesday in die First Division. Zunächst war er in der höchsten englischen Spielklasse nur Ergänzungsspieler, so dass er im folgenden Jahr an den Zweitligisten FC Barnsley in die Second Division verliehen wurde. Nach seiner Rückkehr im Sommer 1986 kam er zwar häufiger zum Einsatz, aber erst in der Spielzeit 1988/89 stand er vermehrt auf dem Platz und bestritt 28 Saisonspiele. Anschließend verpflichtete ihn der amtierende Meister FC Arsenal. Hier blieb ihm jedoch nur die Rolle des Ersatzspielers, zum erneuten Gewinn des Meistertitels in der Spielzeit 1990/91 trug er in zwei Spieleinsätzen bei. In der folgenden Spielzeit ohne einziges Ligaspiel, kehrte er im Sommer 1992 zu ÍA Akranes nach Island zurück. Bis 1995 wurde er als Stammkraft mit dem Klub viermal in Serie Landesmeister, zudem gewann er 1993 den Landespokal. Im selben Jahr wurde er als Fußballer des Jahres ausgezeichnet.
1996 wechselte Sigurður erneut ins Ausland, neuer Klub wurde der schwedische Verein Örebro SK. In der Allsvenskan war er an der Seite von Mirosław Kubisztal, Dan Sahlin und Niclas Rasck ebenfalls Stammspieler. Nach Ende der Spielzeit 1997 wechselte er im Herbst nach Schottland. Für Dundee United bestritt er drei Spielzeiten. Im Sommer 2000 kehrte er erneut zu ÍA Akranes zurück, nach einer weiteren Halbserie in der 1. deild beendete er seine aktive Laufbahn.
Ab 2002 arbeitete Sigurður als Trainer. Erste Station war FH Hafnarfjörður, den Klub führte er auf den sechsten Tabellenplatz in der ersten Liga. Ab der folgenden Saison betreute er den Zweitligisten Víkingur Reykjavík. Mit diesem stieg er in die Eliteklasse auf, dort verpasste er jedoch mit der Mannschaft den Klassenerhalt. Nach einer weiteren Spielzeit zog er zu UMF Grindavík weiter. Dort wurde er jedoch kurz vor Saisonende im Angesicht des bevorstehenden Abstiegs vorzeitig entlassen.
2007 kehrte Sigurður nach Schweden zurück. Dort übernahm er als Nachfolger von Anders Grönhagen den Trainerposten beim Djurgårdens IF. Nach zwei Spielzeiten entließ ihn der Klub Mitte November 2008 ein Jahr vor Ablauf seines Vertrages aufgrund des „Nicht-Erreichens der gesetzten Ziele“. Im Dezember 2009 unterzeichnete er einen ab dem Jahreswechsel gültigen Drei-Jahres-Kontrakt beim Drittligaabsteiger Enköpings SK. Nachdem er in der zweiten Spielzeit den Verein zurück in die drittklassige Division 1 geführt hatte, verlängerte der Verein seinen Vertrag vorzeitig bis Ende 2014. Zwar stieg der Klub als letzter seiner Staffel direkt wieder ab, dennoch blieb er im Amt.